# Peckoltia
Genre
Peckoltia est un genre de poissons siluriformes de la famille des Loricariidae.

## Liste des espèces
Selon FishBase (28 octobre 2017) :
- Peckoltia bachi (Boulenger, 1898)
- Peckoltia braueri (Eigenmann, 1912)
- Peckoltia brevis (La Monte, 1935)
- Peckoltia caenosa Armbruster, 2008
- Peckoltia capitulata Fisch-Muller & Covain, 2012
- Peckoltia cavatica Armbruster & Werneke, 2005
- Peckoltia compta De Oliveira, Zuanon, Rapp Py-Daniel & Rocha, 2010
- Peckoltia ephippiata Armbruster, Werneke & Tan, 2015
- Peckoltia feldbergae de Oliveira, Rapp Py-Daniel, Zuanon & Rocha, 2012
- Peckoltia furcata (Fowler, 1940)
- Peckoltia greedoi Armbruster, Werneke & Tan, 2015
- Peckoltia lineola Armbruster, 2008
- Peckoltia lujani Armbruster, Werneke & Tan, 2015
- Peckoltia multispinis (Holly, 1929)
- Peckoltia oligospila (Günther, 1864)
- Peckoltia otali Fisch-Muller & Covain, 2012
- Peckoltia pankimpuju (Lujan & Chamon, 2008)
- Peckoltia simulata Fisch-Muller & Covain, 2012
- Peckoltia vermiculata (Steindachner, 1908)
- Peckoltia vittata (Steindachner, 1881)

Selon World Register of Marine Species (28 octobre 2017) :
- Peckoltia bachi (Boulenger, 1898)
- Peckoltia braueri (Eigenmann, 1912)
- Peckoltia brevis (La Monte, 1935)
- Peckoltia caenosa Armbruster, 2008
- Peckoltia capitulata Fisch-Muller & Covain, 2012
- Peckoltia cavatica Armbruster & Werneke, 2005
- Peckoltia compta De Oliveira, Zuanon, Rapp Py-Daniel & Rocha, 2010
- Peckoltia feldbergae de Oliveira, Rapp Py-Daniel, Zuanon & Rocha, 2012
- Peckoltia greedoi Armbruster, Werneke & Tan, 2015
- Peckoltia lineola Armbruster, 2008
- Peckoltia lujani Armbruster, Werneke & Tan, 2015
- Peckoltia multispinis (Holly, 1929)
- Peckoltia otali Fisch-Muller & Covain, 2012
- Peckoltia pankimpuju (Lujan & Chamon, 2008)
- Peckoltia simulata Fisch-Muller & Covain, 2012